# Sixteen
Sixteen (27. března 2000 – 3. září 2020) byla bílá dostihová klisna. Trénoval ji Josef Váňa ve stáji Jaroslava Boučka Buc-Film. Jejími největšími úspěchy jsou dvě vítězství ve Velké pardubické. V roce 2007 vyhrála s žokejem Dušanem Andrésem 117. ročník závodu, kdy v cílové rovince o pět délek předstihla Decent Fellowa s Tomášem Hurtem v sedle (celou trať o délce 6900 m proběhla za 9:18,66 min). Následující rok s žokejem Josefem Bartošem vítězství obhájila v nejlepším čase historie Velké pardubické 8:58 min. Doběhla jako druhá, Amant Gris s Markem Stromským ale byli po doběhu diskvalifikováni. Ve 120. Velké pardubické (rok 2010) dojela Sixteen třetí opět v sedle s žokejem Josefem Bartošem. V ročníku 2011 celý závod Velké pardubické se žokejem Josefem Bartošem odvodila, v cílové rovince ji však o polovinu délky předstihl Tiumen. Majitel Jaroslav Bouček plánoval po sezóně 2011 ukončit její kariéru a přesunout ji do chovu, v roce 2012 se ale do závodů naposled vrátila. Startovala pouze v srpnu na Velké ceně Pivovarů Staropramen, kde se kvalifikovala na 122. Velkou Pardubickou, v níž se zpočátku držela v polovině startovního pole, postupně se však propadala a žokej Josef Bartoš ji před suchým příkopem zadržel. Po tomto závodě byla převezena na Brandejsův statek České zemědělské univerzity v Praze-Suchdole, kde byla ustájena ve svém dostihovém důchodu.
Ve své kariéře běžela celkem 40krát steeplechase (zisk 8 950 800 Kč), z nichž 10 vyhrála, čtyři závody s proutěnými překážkami (zisk 106 721 Kč) a 17 rovinných dostihů (zisk 76 210 Kč).
Sixteen uhynula ve věku 20 let dne 3. září 2020.
Majitel a zároveň filmový producent Jaroslav Bouček v roce 2012 plánoval, že o Sixteen vznikne film, jehož scénář se měl v té době psát.